# Canto popular uruguayo
El canto popular uruguayo fue un movimiento musical originado en Uruguay en los años 1960 y que tuvo su auge hacia el final del gobierno cívico-militar en la década de los años 1980. El origen del término "Canto popular uruguayo" es discutido, existiendo algunos investigadores que afirman que esta corriente tomó esa denominación del disco de José Carbajal titulado "Canto popular" editado en 1969.[cita requerida]

## Origen
El Primer Cantor de opinión que tuvo la Banda Oriental (Actual Uruguay) Fue Bartolomé Hidalgo, en los remotos comienzos del siglo XIX. No obstante hubo un vacío artístico posterior que recién comienza a llenarse en la segunda mitad del siglo XX.
En diciembre de 1952 en la vecina República Argentina fue sancionado el decreto N° 13.921 por parte del gobierno de Juan Domingo Perón. El mismo estableció pautas obligatorias para la difusión de la música nacional en las radios argentinas. Esto tuvo un gran impacto en las distintas corrientes de música folklórica de ese país, dándoles visibilidad y multiplicando los artistas de músicas autóctonas. Como consecuencia, cruzó hacia Uruguay una importante ola de folklore. Se pusieron de moda bagualas, carnavalitos, zambas y chacareras que, si bien no eran ritmos uruguayos, se aproximaban mucho a la sensibilidad local. También se rescataron instrumentos como la guitarra para una generación para la cual el folklore había resultado hasta ese momento una música extraña.

## Los precursores

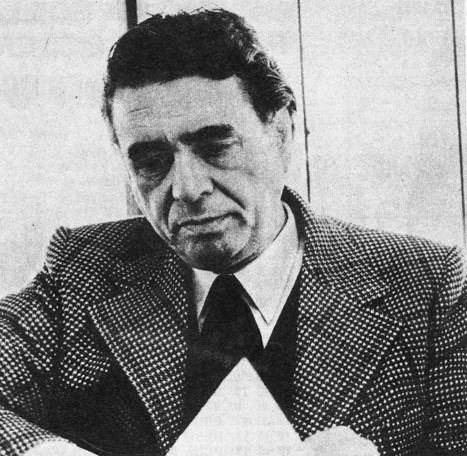
Osiris Rodríguez Castillos

Una figura clave en la búsqueda de la identidad musical uruguaya hacia 1960 fue Anselmo Grau. Grau condujo programas de radio y televisión desde los cuales ayudó a difundir el trabajo de sus contemporáneos. Su labor permitió que los uruguayos tomaran conciencia de su propia música. También fue autor y compositor.
Los primeros autores de canciones de lo que posteriormente se conocería como canto popular uruguayo fueron Aníbal Sampayo, Osiris Rodríguez Castillos, Ruben Lena y Víctor Lima. Osiris Rodríguez Castillos hizo abstracción de la ola de música de raíz folclórica llegada de Argentina y compuso aunando sus conocimientos musicales, sus recursos poéticos y su afán de historiador. Resucitó al cielito, ritmo olvidado en Uruguay desde la época de Bartolomé Hidalgo.  
En 1961 escribió un cancionero para sus alumnos, del que salieron algunos de los éxitos de Los Olimareños, como A Don José o De cojinillo. 
En 1962 Osiris Rodríguez Castillos editó su primer LP, titulado “Poemas y Canciones Orientales”. 
Ruben Lena, por su parte, no se ató al criollismo, sino que compuso temas carnavaleros, sones y serraneras. Redimensionó las tradiciones, partiendo de los devenires más simples del hombre de campo, para darles un valor universal.  
Otros precursores del canto popular uruguayo fueron Alfredo Zitarrosa, Daniel Viglietti y José Carbajal.
A los precursores siguieron otros artistas como Tabaré Etcheverry, Washington Carrasco, Numa Moraes, Yamandú Palacios, Roberto Darwin, Eustaquio Sosa, Ricardo Comba, Alán Gómez y Rubén Rada.
El advenimiento de la dictadura cívico-militar en 1973 provocó el exilio de la mayoría de los cantautores de canto popular. 
Los que optaron por quedarse en el país siguieron trabajando con discreción y asumiendo pocos riesgos.

## Segunda generación del Canto popular

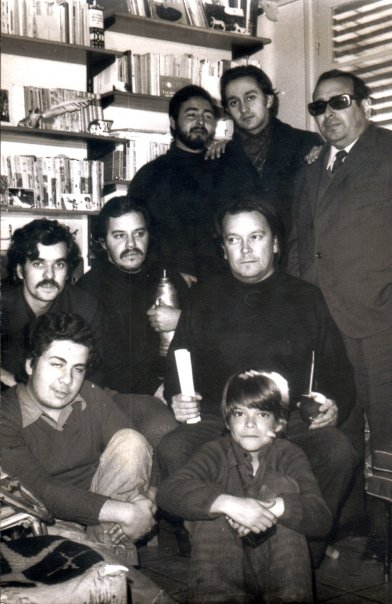
Washington Benavides, Carlos Benavides, Eduardo Darnauchans, Eduardo Larbanois, Eduardo Lagos, José Carlos Seoane, J. A. Salgueiro y Pablo Benavídez, varios de los cuales integraron el "Grupo de Tacuarembó".

A partir de 1973 comenzó a proyectarse una segunda generación de cantautores de canto popular. 
A fines de 1975, bajo la rectoría del poeta y músico Washington Benavides se creó el llamado "Grupo de Tacuarembó", un movimiento intelectual que aglutinaba a artistas de diversas disciplinas. 
El "Grupo de Tacuarembó" impulsó un LP titulado "Soy del campo", una de cuyas grabaciones (Como un jazmín del país) era una tierna balada de amor enmarcada en el levantamiento armado encabezado por el caudillo nacionalista Aparicio Saravia. 
La canción, cantada por Carlos Benavides, tuvo gran repercusión.
Casi paralelamente Carlos María Fossati grabó “Hasta sucumbir”, exaltación del martirio de los héroes de Paysandú de 1865 y Santiago Chalar rescató un antiguo tema “La loca del Bequeló”, basado en un poema del escritor Ramón de Santiago, que narra las desgracias de las guerras civiles en el Uruguay. Este empuje de la nueva generación fue netamente rural. 
A los nuevos creadores no les fue fácil el trabajo. Debían cuidar sus textos de modo de no ofender a las autoridades; cuando iban de gira les era obligatorio presentar la lista de lo que iban a interpretar en las dependencias policiales, las que censuraban lo que creían conveniente; muchos de sus discos eran cuidadosamente impedidos de toda difusión radial por las autoridades. 
En septiembre de 1978 se realizaron espectáculos musicales multitudinarios en el Palacio Peñarol. A partir de ese momento, los recitales se sucedieron a un ritmo vertiginoso. Surgieron nuevos cantautores: el dúo Larbanois - Carrero, Juan José de Mello, Omar Romano, el dúo Los Zucará, Mariana García Vigil, Eduardo Darnauchans, Los que iban cantando, el Grupo Vocal Universo, Contraviento y Rumbo, entre otros.
En 1983 se creó el grupo Surcos con Tabaré Aguiar, Mario Chilindrón, Carlos D´Aponte y Carlos Alberto Rodríguez. 
En 1984 se grabó en vivo del LP “Música sin fronteras” en el Velódromo Municipal. 
En 1986 se creó Los del Pueblo. 
En 1989 se formó el grupo A Puro Canto.

## Características
El canto popular uruguayo fue una corriente heterogénea y multigeneracional. Se trató de un movimiento ecléctico, donde convivieron diversas estéticas. Se nutrió del folclore uruguayo, argentino y latinoamericano, de la murga uruguaya, del candombe, del rock, de la milonga montevideana y de la música docta. Fue esencialmente acústico y le otorgó importancia al texto, a la poesía.
Los primeros autores pretendían crear un cancionero popular y nacional, bien impregnado de lo uruguayo y claramente diferenciado de sus similares de países de la región. Muchos creían que la canción debía trascender el simple entretenimiento. 
Durante los años que precedieron al gobierno cívico-militar los músicos y autores del canto popular influenciaron en gran parte a la juventud politizada del país. En algunos casos, por impulso de las pasiones políticas, lo que había empezado con bases en la temática popular y contestataria se transformó en literatura intencionada.
El canto popular uruguayo revalorizó el texto, la búsqueda del texto justo, en muchos casos despojado del atractivo de la música. Se buscó una perfecta integración de música y texto. Esta búsqueda del texto justo ofreció un vehículo a la poesía y la posibilidad de lanzar masivamente textos de grandes poetas del pasado o contemporáneos a un público que no accedía a su lectura.
El canto popular uruguayo tuvo similitudes con movimientos de otros países. En Francia, por ejemplo, se escucharon canciones con textos de François Villon o Pierre de Ronsard, de Jacques Prévert o Paul Éluard o Georges Brassens; en Italia, el público conoció los versos de Salvatore Quasimodo o Giuseppe Ungaretti, o los textos de Fabrizio De André o Francesco de Gregori a través de canciones contemporáneas; en España se musicalizaron versos de Antonio Machado, Miguel Hernández, León Felipe y Federico García Lorca; en Portugal se conocieron, a través de José Afonso, canciones con textos de Luis de Camoens o Fernando Pessoa. 
Otras fuentes del canto popular uruguayo fueron las manifestaciones de la música popular de otros países o de sus proyecciones eruditas: la nueva canción catalana, la Nueva trova cubana, la Nueva Canción Chilena, el Nuevo Cancionero argentino, el tropicalismo de Brasil y la Música Popular Brasileña.